# Sorbus ligustrifolia
Sorbus ligustrifolia är en rosväxtart som först beskrevs av Auguste Jean Baptiste Chevalier, och fick sitt nu gällande namn av Jules Eugène Vidal. Sorbus ligustrifolia ingår i släktet oxlar, och familjen rosväxter. Inga underarter finns listade i Catalogue of Life.